# Битва при Экау
Битва при Экау — сражение начального этапа Отечественной войны 1812 года, произошедшее 7 (19) июля. Прусская дивизия генерала Граверта, входившая в состав наполеоновского 10-го армейского корпуса маршала Этьена Макдональда одержала победу над русскими войсками генерала Ф. Ф. Левиза при Экау (совр. Иецава).

## Ход событий
Генерал Эссен, командовавший русскими войсками силами в 18 тысяч, стремился не допустить войска противника к Риге. С этой целью он отправил отряд генерал-лейтенанта Левиза в направлении Шавлей.
Утром 6 (18) июля Левиз в Митаве получил известие о занятии Бауска 27-й прусской дивизией генерала Ю. фон Граверта. Имея целью предотвратить движение наполеоновской армии на Ригу, Левиз занял позицию при замке Гросс-Экау. В свою очередь, генерал Граверт дал знать генералу Ф. фон Клейсту, находившемуся со своими силами восточнее, о готовящемся деле. Граверт решил атаковать русских с фронта, приказав колонне Клейста обойти отряд Левиза с фланга и тыла.
7 (19) июля егеря Граверта, атаковав в штыки, выбили русскую пехоту и заняли мост через реки Экау. Затем пруссаки перевели по мосту орудия и начали артиллерийский обстрел. Левиз контратаковал, но был отбит силами вестфальских кирасир (или прусских драгун?). Левиз был вынужден отступить от реки, что позволило Граверту беспрепятственно переправить остальные войска. Положение оставалось стабильным до самого вечера. В 19 часов Граверт установил связь с Клейстом, подошедшим с востока, и построил свои войска по обеим сторонам дороги на Ригу.
В 22 часов Левиз предпринял контратаку и закрепился в северной части местечка. Но Граверт ввёл в бой три свежих батальона, Клейст атаковал левый фланг, создав угрозу окружения отряда Левиза (или его части). Пруссакам удалось смять два батальона русских и захватить знамя 2-го батальона Ревельского пехотного полка). Подразделения, находившиеся в распоряжении Левиза, были неопытными, медленно производили тактические перестроения, что позволило прусской кавалерии врубиться в каре батальона, прикрывавшего отступление.
Наступившая ночь прекратила бой. Прусские войска не преследовали отступавших, по причине сильной усталости. Так что обе колонны Левиза вечером следующего дня благополучно прибыли в Ригу.
Стратегическое значение сражения свелось к тому, что войска Левиза, предназначавшиеся для защиты Риги, были разбиты. Это вынудило русские войска оставить все левобережье Западной Двины и сжечь Митавское предместье Риги.

## Память
В связи со 195-и летием битвы военно-исторические клубы Латвии, России, Польши и Литвы провели костюмированную инсценировку сражения. В 2012 году к 200-летию сражения Латвийским общественным юбилейным комитетом памяти Отечественной войны 1812 года в Риге была издана книга О. Пухляка «Сражение при Гросс-Экау».